# Nega Gizza
Gisele Gomes de Souza (Rio de Janeiro, 22 de junho de 1977), mais conhecida pelo seu nome artístico de Nega Gizza, é uma rapper, apresentadora, ativista e produtora brasileira.

## História
Nega Gizza nasceu em Brás de Pina, subúrbio do Rio de Janeiro. Filha de empregada doméstica, aos sete anos, vendia refrigerante e cerveja com seus irmãos no Centro do Rio. Mesmo tendo parado de estudar na sétima série, por não conseguir conciliar o trabalho com os estudos, Gizza sonhava em ser jornalista. Aos 15 anos, quando escutou um programa de rap pela primeira vez, identificou-se imediatamente com o estilo. Após a perda de seu irmão, Márcio, morto pela polícia aos 27 anos, MV Bill a “adotou” como irmã, convidando para participar de sua banda como backing vocal. Entre 1999 e 2000, a rapper foi a primeira locutora de uma rádio de rap, no programa Hip Hop Brasil, da Imprensa FM. Em 2001, Gizza venceu o Prêmio Hutúz - o mais importante prêmio de rap da América Latina - na categoria de "melhor demo de rap". Seu primeiro CD conta com um time de primeira na produção: Zégonz (o DJ Zé Gonzalez, do Planet Hemp, que também trabalhou com Xis), DJ Luciano, Dudu Marote (dono do selo Muquifo Records), MV Bill, Gustavo Nogueira e Daniel Ganja Man (do coletivo Instituto, de São Paulo).
Em Na Humildade, CD lançado em 2002, Nega Gizza veio mostrar que as mulheres também podem ter espaço num mercado dominado por rappers do sexo masculino e sua voz forte pode abrir os caminhos para toda uma nova geração de novas vozes femininas. Ainda no mesmo ano lançou seu primeiro videoclipe, Prostituta. Dirigido por Kátia Lund e Líbero Saporetti e com fotografia de Ricardo de La Rosa, o clipe denuncia a realidade da prostituição no Brasil. Esteve em Cuba com Kátia Lund, registrando imagens e depoimentos para a produção do documentário "Fab, Hood e Pablo", que fala sobre rappers do Brasil, Estados Unidos e Cuba, ainda não finalizado. Em 2003, recebeu o Prêmio Orilaxé (Grupo Cultural Afroreggae) como melhor cantora. Assim como MV Bill e o produtor Celso Athayde, Nega Gizza é uma das fundadoras da CUFA (Central Única das Favelas), uma organização não-governamental cuja forma de expressão predominante é o hip hop e que visa promover a produção cultural das favelas brasileiras, através de atividades nos campos da educação, esportes, cultura e cidadania. Nela, jovens de comunidades produzem videoclipes, documentários, shows, além de participarem de oficinas que trabalham com elementos desta cultura. Gizza também é uma das produtoras do Prêmio e do Festival Hutúz.
Apresenta a 14 anos o programa de Rádio “A voz das Periferias ” na Rádio Roquette-Pinto, em 2018 coordenou a produção do documentário “Na Humildade 15 anos depois”. Em 2022 ganhou o prêmio de melhor Radialista no prêmio WME Awards by Music2.

## Discografia
- Na Humildade (2002)

## Prêmios
| Ano  | Prêmio       | Categoria                                            | Ref   |
| ---- | ------------ | ---------------------------------------------------- | ----- |
| 2002 | Prêmio Hutúz | Grupo ou Artista Solo Feminino                       | [ 6 ] |
| 2009 | Prêmio Hutúz | Melhores Grupos ou Artistas Solo femininos da década | [ 7 ] |
| 2022 | WME Awards   | Melhor Radialista                                    | [ 8 ] |